# 1. Bundesliga 2022-2023 (femminile)
La 1. Bundesliga 2022-2023, 32ª edizione della massima serie del campionato tedesco femminile di pallavolo, si è svolta dal 28 ottobre 2022 al 13 maggio 2023: al torneo hanno partecipato dodici squadre di club tedesche e la vittoria finale è andata per la terza volta, la seconda consecutiva, allo MTV Stoccarda.

## Regolamento

### Formula
La formula ha previsto:
- Regular season, disputata con girone all'italiana, con gare di andata e ritorno, per un totale di ventidue giornate: le prime otto classificate hanno avuto accesso ai play-off scudetto, nessuna è retrocessa in 2. Bundesliga.
- Play-off scudetto, disputati con:
  - Quarti di finale e semifinali giocate al meglio di due vittorie su tre gare.
  - Finale giocata al meglio di tre vittorie su cinque gare[3].

### Criteri di classifica
Se il risultato finale è stato di 3-0 o 3-1 sono stati assegnati 3 punti alla squadra vincente e 0 a quella sconfitta, se il risultato finale è stato di 3-2 sono stati assegnati 2 punti alla squadra vincente e 1 a quella sconfitta.
L'ordine del posizionamento in classifica è stato definito in base a:
- Punti;
- Numero di partite vinte;
- Ratio dei set vinti/persi;
- Ratio dei punti realizzati/subiti[4].

## Squadre partecipanti
Hanno disputato il torneo dodici squadre: dalla stagione precedente non ci sono state né promozioni né retrocessioni.
Il 31 gennaio 2023, lo FTSV Straubing ha ufficializzato, a causa di problemi finanziari, il proprio ritiro: i punti relativi alle partite già disputate sono stati annullati.
| Club           | Stagione | Città      | Impianto                            | Stagione precedente                                     |
| -------------- | -------- | ---------- | ----------------------------------- | ------------------------------------------------------- |
| Dresdner       | dettagli | Dresda     | Margon Arena                        | 2ª in 1. Bundesliga; semifinali play-off scudetto       |
| Erfurt         | dettagli | Erfurt     | Riethsporthalle                     | 10ª in 1. Bundesliga                                    |
| FTSV Straubing | dettagli | Straubing  | Turmair Volleyballarena             | 11ª in 1. Bundesliga                                    |
| MTV Stoccarda  | dettagli | Stoccarda  | SCHARRena                           | 1ª in 1. Bundesliga; campione di Germania               |
| Münster        | dettagli | Münster    | Sporthalle Berg Fidel               | 9ª in 1. Bundesliga                                     |
| Neuwied        | dettagli | Neuwied    | Sporthalle des Rhein-Wied-Gymnasium | 12ª in 1. Bundesliga                                    |
| Potsdam        | dettagli | Potsdam    | MBS Arena Potsdam                   | 3ª in 1. Bundesliga; finale play-off scudetto           |
| PTSV Aachen    | dettagli | Aquisgrana | Sporthalle Neuköllner Straße        | 6ª in 1. Bundesliga; quarti di finale play-off scudetto |
| Schweriner     | dettagli | Schwerin   | ARENA Schwerin                      | 4ª in 1. Bundesliga; semifinali play-off scudetto       |
| Suhl           | dettagli | Suhl       | Sporthalle Wolfsgrube               | 5ª in 1. Bundesliga; quarti di finale play-off scudetto |
| Vilsbiburg     | dettagli | Vilsbiburg | Ballsporthalle                      | 8ª in 1. Bundesliga; quarti di finale play-off scudetto |
| Wiesbaden      | dettagli | Wiesbaden  | Platz der Deutschen Einheit         | 7ª in 1. Bundesliga; quarti di finale play-off scudetto |

## Torneo

### Regular season

#### Risultati
| Prima giornata |                              |     |                            |
|                |                              |     |                            |
| 29-10          | Dresdner - Potsdam           | 1-3 | 22-25, 25-18, 26-28, 22-25 |
| 29-10          | Vilsbiburg - Wiesbaden       | 3-1 | 25-17, 25-17, 21-25, 25-23 |
| 29-10          | PTSV Aachen - FTSV Straubing | 0-3 | 17-25, 15-25, 21-25        |
| 29-10          | Erfurt - Schweriner          | 0-3 | 9-25, 19-25, 17-25         |
| 29-10          | Neuwied - Münster            | 0-3 | 18-25, 20-25, 16-25        |
| 28-10          | MTV Stoccarda - Suhl         | 3-0 | 25-14, 25-18, 25-17        |

| Seconda giornata |                             |     |                                   |
|                  |                             |     |                                   |
| 05-11            | Münster - Erfurt            | 3-2 | 25-21, 26-24, 19-25, 19-25, 15-13 |
| 05-11            | Schweriner - PTSV Aachen    | 3-0 | 25-14, 25-19, 25-17               |
| 05-11            | FTSV Straubing - Vilsbiburg | 1-3 | 25-20, 21-25, 14-25, 20-25        |
| 05-11            | Wiesbaden - MTV Stoccarda   | 1-3 | 25-23, 16-25, 17-25, 11-25        |
| 05-11            | Suhl - Dresdner             | 3-2 | 25-21, 25-18, 19-25, 19-25, 18-16 |
| 04-11            | Potsdam - Neuwied           | 3-0 | 25-17, 25-13, 31-29               |

| Terza giornata |                                |     |                            |
|                |                                |     |                            |
| 09-11          | Dresdner - Neuwied             | 3-0 | 25-23, 25-17, 25-18        |
| 09-11          | Vilsbiburg - Schweriner        | 0-3 | 14-25, 15-25, 13-25        |
| 09-11          | PTSV Aachen - Münster          | 3-0 | 25-20, 26-24, 25-23        |
| 09-11          | Erfurt - Potsdam               | 0-3 | 14-25, 23-25, 18-25        |
| 09-11          | Suhl - Wiesbaden               | 3-1 | 29-31, 25-21, 25-22, 25-22 |
| 16-11          | MTV Stoccarda - FTSV Straubing | 3-0 | 25-20, 25-14, 25-21        |

| Quarta giornata |                            |     |                                   |
|                 |                            |     |                                   |
| 19-11           | Münster - Vilsbiburg       | 3-0 | 25-21, 25-18, 25-19               |
| 04-02           | Schweriner - MTV Stoccarda | 2-3 | 16-25, 22-25, 25-20, 25-20, 11-15 |
| 19-11           | FTSV Straubing - Suhl      | 0-3 | 18-25, 18-25, 14-25               |
| 19-11           | Wiesbaden - Dresdner       | 2-3 | 20-25, 23-25, 25-23, 25-18, 11-15 |
| 19-11           | Neuwied - Erfurt           | 1-3 | 18-25, 15-25, 25-23, 16-25        |
| 16-11           | Potsdam - PTSV Aachen      | 3-0 | 25-20, 25-18, 25-20               |

| Quinta giornata |                            |     |                                   |
|                 |                            |     |                                   |
| 23-11           | Dresdner - Erfurt          | 3-0 | 25-17, 25-19, 25-15               |
| 23-11           | Vilsbiburg - Potsdam       | 1-3 | 25-23, 20-25, 17-25, 17-25        |
| 23-11           | PTSV Aachen - Neuwied      | 3-0 | 25-15, 25-22, 25-20               |
| 23-11           | Wiesbaden - FTSV Straubing | 3-2 | 25-18, 25-13, 27-29, 20-25, 15-12 |
| 23-11           | Suhl - Schweriner          | 1-3 | 26-28, 25-20, 24-26, 25-27        |
| 23-11           | MTV Stoccarda - Münster    | 3-0 | 25-23, 25-22, 25-17               |

| Sesta giornata |                           |     |                                   |
|                |                           |     |                                   |
| 30-11          | Münster - Suhl            | 3-1 | 25-20, 21-25, 25-21, 25-16        |
| 30-11          | Schweriner - Wiesbaden    | 3-0 | 30-28, 25-23, 25-18               |
| 29-11          | FTSV Straubing - Dresdner | 0-3 | 22-25, 18-25, 19-25               |
| 30-11          | Erfurt - PTSV Aachen      | 2-3 | 25-19, 22-25, 23-25, 25-17, 11-15 |
| 30-11          | Neuwied - Vilsbiburg      | 0-3 | 16-25, 17-25, 21-25               |
| 30-11          | Potsdam - MTV Stoccarda   | 3-0 | 25-23, 25-21, 27-25               |

| Settima giornata |                             |     |                                   |
|                  |                             |     |                                   |
| 03-12            | Dresdner - PTSV Aachen      | 0-3 | 15-25, 18-25, 18-25               |
| 03-12            | Vilsbiburg - Erfurt         | 3-2 | 21-25, 25-12, 27-25, 19-25, 17-15 |
| 03-12            | FTSV Straubing - Schweriner | 0-3 | 8-25, 13-25, 21-25                |
| 03-12            | Wiesbaden - Münster         | 2-3 | 26-28, 19-25, 33-31, 25-23, 12-15 |
| 03-12            | Suhl - Potsdam              | 0-3 | 19-25, 20-25, 15-25               |
| 03-12            | MTV Stoccarda - Neuwied     | 3-0 | 25-15, 25-15, 25-10               |

| Ottava giornata |                          |     |                                  |
|                 |                          |     |                                  |
| 17-12           | Münster - FTSV Straubing | 3-1 | 25-20, 25-20, 21-25, 26-24       |
| 17-12           | Schweriner - Dresdner    | 1-3 | 16-25, 18-25, 25-14, 23-25       |
| 17-12           | PTSV Aachen - Vilsbiburg | 3-2 | 25-16, 25-21, 21-25, 14-25, 15-6 |
| 17-12           | Erfurt - MTV Stoccarda   | 1-3 | 27-25, 19-25, 18-25, 19-25       |
| 10-12           | Neuwied - Suhl           | 3-1 | 25-23, 25-22, 20-25, 25-22       |
| 16-12           | Potsdam - Wiesbaden      | 3-1 | 25-23, 25-19, 24-26, 25-17       |

| Nona giornata |                             |     |                                  |
|               |                             |     |                                  |
| 06-12         | Dresdner - Vilsbiburg       | 3-1 | 25-22, 24-26, 25-20, 28-26       |
| 27-12         | Schweriner - Münster        | 3-0 | 25-16, 25-19, 25-19              |
| 27-12         | FTSV Straubing - Potsdam    | 0-3 | 12-25, 17-25, 15-25              |
| 27-12         | Wiesbaden - Neuwied         | 3-0 | 25-13, 25-17, 25-11              |
| 23-12         | Suhl - Erfurt               | 3-2 | 16-25, 25-18, 25-16, 20-25, 15-8 |
| 27-12         | MTV Stoccarda - PTSV Aachen | 3-0 | 25-22, 25-16, 25-17              |

| Decima giornata |                            |     |                            |
|                 |                            |     |                            |
| 30-12           | Dresdner - Münster         | 3-1 | 25-15, 25-27, 25-17, 25-18 |
| 30-12           | Vilsbiburg - MTV Stoccarda | 0-3 | 21-25, 20-25, 19-25        |
| 30-12           | PTSV Aachen - Suhl         | 3-0 | 25-15, 25-23, 25-16        |
| 30-12           | Erfurt - Wiesbaden         | 0-3 | 18-25, 19-25, 21-25        |
| 30-12           | Neuwied - FTSV Straubing   | 0-3 | 18-25, 15-25, 20-25        |
| 30-12           | Potsdam - Schweriner       | 1-3 | 21-25, 25-17, 26-28, 19-25 |

| Undicesima giornata |                          |     |                                   |
|                     |                          |     |                                   |
| 07-01               | Münster - Potsdam        | 2-3 | 29-27, 12-25, 25-21, 15-25, 8-15  |
| 01-04               | Schweriner - Neuwied     | 3-0 | 25-18, 25-21, 25-17               |
| 07-01               | FTSV Straubing - Erfurt  | 1-3 | 19-25, 23-25, 25-20, 21-25        |
| 07-01               | Wiesbaden - PTSV Aachen  | 3-0 | 25-19, 25-20, 25-13               |
| 07-01               | Suhl - Vilsbiburg        | 2-3 | 23-25, 25-22, 23-25, 25-22, 13-15 |
| 07-01               | MTV Stoccarda - Dresdner | 3-1 | 20-25, 25-16, 25-21, 25-17        |

| Dodicesima giornata |                              |     |                            |
|                     |                              |     |                            |
| 14-01               | Potsdam - Dresdner           | 3-0 | 25-22, 25-22, 25-21        |
| 15-01               | Wiesbaden - Vilsbiburg       | 3-0 | 25-23, 25-16, 25-22        |
| 14-01               | FTSV Straubing - PTSV Aachen | 0-3 | 34-36, 17-25, 10-25        |
| 14-01               | Schweriner - Erfurt          | 3-0 | 25-16, 25-16, 25-15        |
| 14-01               | Münster - Neuwied            | 3-0 | 25-20, 25-22, 25-17        |
| 14-01               | Suhl - MTV Stoccarda         | 1-3 | 20-25, 25-21, 25-27, 21-25 |

| Tredicesima giornata |                             |     |                                   |
|                      |                             |     |                                   |
| 18-01                | Erfurt - Münster            | 2-3 | 25-17, 25-21, 20-25, 22-25, 9-15  |
| 21-01                | PTSV Aachen - Schweriner    | 0-3 | 18-25, 18-25, 21-25               |
| 21-01                | Vilsbiburg - FTSV Straubing | 3-2 | 25-15, 25-16, 24-26, 23-25, 15-13 |
| 20-01                | MTV Stoccarda - Wiesbaden   | 3-1 | 25-18, 25-18, 31-33, 25-14        |
| 21-01                | Dresdner - Suhl             | 3-0 | 25-13, 25-20, 25-21               |
| 21-01                | Neuwied - Potsdam           | 1-3 | 25-18, 17-25, 15-25, 17-25        |

| Quattordicesima giornata |                                |     |                            |
|                          |                                |     |                            |
| 28-01                    | Neuwied - Dresdner             | 1-3 | 25-16, 17-25, 14-25, 19-25 |
| 28-01                    | Schweriner - Vilsbiburg        | 3-0 | 25-17, 25-21, 25-21        |
| 28-01                    | Münster - PTSV Aachen          | 0-3 | 21-25, 21-25, 22-25        |
| 28-01                    | Potsdam - Erfurt               | 3-0 | 25-22, 25-21, 25-23        |
| 28-01                    | Wiesbaden - Suhl               | 3-0 | 25-15, 25-15, 26-24        |
| 28-01                    | FTSV Straubing - MTV Stoccarda | 0-3 | 16-25, 13-25, 20-25        |

| Quindicesima giornata |                            |     |                                   |
|                       |                            |     |                                   |
| 04-02                 | Vilsbiburg - Münster       | 3-2 | 19-25, 16-25, 25-13, 25-22, 15-12 |
| 19-11                 | MTV Stoccarda - Schweriner | 3-0 | 26-24, 26-24, 25-19               |
| 04-02                 | Suhl - FTSV Straubing      | -   | non disputata                     |
| 04-02                 | Dresdner - Wiesbaden       | 1-3 | 30-32, 18-25, 25-11, 15-25        |
| 04-02                 | Erfurt - Neuwied           | 3-0 | 25-18, 25-18, 25-15               |
| 04-02                 | PTSV Aachen - Potsdam      | 1-3 | 19-25, 13-25, 25-15, 32-34        |

| Sedicesima giornata |                            |     |                                   |
|                     |                            |     |                                   |
| 11-02               | Erfurt - Dresdner          | 2-3 | 25-19, 22-25, 18-25, 25-20, 10-15 |
| 11-02               | Potsdam - Vilsbiburg       | 3-0 | 25-19, 25-19, 25-21               |
| 11-02               | Neuwied - PTSV Aachen      | 0-3 | 14-25, 18-25, 17-25               |
| 11-02               | FTSV Straubing - Wiesbaden | -   | non disputata                     |
| 11-02               | Schweriner - Suhl          | 3-1 | 25-19, 21-25, 25-19, 25-21        |
| 11-02               | Münster - MTV Stoccarda    | 0-3 | 20-25, 19-25, 25-27               |

| Diciassettesima giornata |                           |     |                                   |
|                          |                           |     |                                   |
| 18-02                    | Suhl - Münster            | 3-1 | 23-25, 27-25, 25-22, 25-21        |
| 18-02                    | Wiesbaden - Schweriner    | 2-3 | 25-20, 23-25, 14-25, 25-22, 13-15 |
| 17-02                    | Dresdner - FTSV Straubing | -   | non disputata                     |
| 18-02                    | PTSV Aachen - Erfurt      | 2-3 | 25-14, 20-25, 21-25, 25-21, 8-15  |
| 18-02                    | Vilsbiburg - Neuwied      | 3-0 | 25-21, 25-11, 25-15               |
| 17-02                    | MTV Stoccarda - Potsdam   | 3-1 | 22-25, 25-18, 25-18, 28-26        |

| Diciottesima giornata |                             |     |                                   |
|                       |                             |     |                                   |
| 04-03                 | PTSV Aachen - Dresdner      | 0-3 | 13-25, 22-25, 18-25               |
| 03-03                 | Erfurt - Vilsbiburg         | 0-3 | 23-25, 22-25, 22-25               |
| 04-03                 | Schweriner - FTSV Straubing | -   | non disputata                     |
| 04-03                 | Münster - Wiesbaden         | 3-2 | 20-25, 13-25, 25-22, 25-20, 15-11 |
| 05-03                 | Potsdam - Suhl              | 0-3 | 21-25, 24-26, 20-25               |
| 04-03                 | Neuwied - MTV Stoccarda     | 0-3 | 20-25, 12-25, 17-25               |

| Diciannovesima giornata |                          |     |                            |
|                         |                          |     |                            |
| 11-03                   | FTSV Straubing - Münster | -   | non disputata              |
| 11-03                   | Dresdner - Schweriner    | 0-3 | 10-25, 16-25, 20-25        |
| 11-03                   | Vilsbiburg - PTSV Aachen | 3-1 | 21-25, 25-23, 25-19, 25-20 |
| 11-03                   | MTV Stoccarda - Erfurt   | 3-0 | 25-13, 25-19, 25-18        |
| 11-03                   | Suhl - Neuwied           | 3-0 | 25-20, 25-8, 25-18         |
| 11-03                   | Wiesbaden - Potsdam      | 0-3 | 19-25, 13-25, 22-25        |

| Ventesima giornata |                             |     |                                  |
|                    |                             |     |                                  |
| 18-03              | Vilsbiburg - Dresdner       | 3-0 | 25-18, 25-22, 25-23              |
| 18-03              | Münster - Schweriner        | 2-3 | 19-25, 25-17, 25-13, 8-25, 13-15 |
| 18-03              | Potsdam - FTSV Straubing    | -   | non disputata                    |
| 18-03              | Neuwied - Wiesbaden         | 0-3 | 19-25, 17-25, 12-25              |
| 25-02              | Erfurt - Suhl               | 0-3 | 19-25, 21-25, 19-25              |
| 18-03              | PTSV Aachen - MTV Stoccarda | 0-3 | 18-25, 19-25, 26-28              |

| Ventunesima giornata |                            |     |                                   |
|                      |                            |     |                                   |
| 25-03                | Münster - Dresdner         | 3-1 | 17-25, 25-21, 26-24, 25-18        |
| 25-03                | MTV Stoccarda - Vilsbiburg | 3-0 | 25-17, 25-18, 30-28               |
| 25-03                | Suhl - PTSV Aachen         | 3-0 | 25-15, 25-19, 25-23               |
| 24-03                | Wiesbaden - Erfurt         | 3-2 | 21-25, 17-25, 25-15, 25-22, 15-11 |
| 25-03                | FTSV Straubing - Neuwied   | -   | non disputata                     |
| 25-03                | Schweriner - Potsdam       | 3-0 | 25-17, 25-18, 25-16               |

| Ventiduesima giornata |                          |     |                            |
|                       |                          |     |                            |
| 01-04                 | Potsdam - Münster        | 3-0 | 25-21, 25-23, 26-24        |
| 08-01                 | Neuwied - Schweriner     | 0-3 | 9-25, 14-25, 15-25         |
| 01-04                 | Erfurt - FTSV Straubing  | -   | non disputata              |
| 01-04                 | PTSV Aachen - Wiesbaden  | 1-3 | 25-20, 12-25, 22-25, 19-25 |
| 01-04                 | Vilsbiburg - Suhl        | 1-3 | 18-25, 25-23, 19-25, 20-25 |
| 01-04                 | Dresdner - MTV Stoccarda | 1-3 | 25-22, 17-25, 21-25, 19-25 |

#### Classifica
| Pos. | Squadra        | Pt                                  | G                                   | V                                   | P                                   | SV                                  | SP                                  | Ratio                               | PF                                  | PS                                  | Ratio                               |
| ---- | -------------- | ----------------------------------- | ----------------------------------- | ----------------------------------- | ----------------------------------- | ----------------------------------- | ----------------------------------- | ----------------------------------- | ----------------------------------- | ----------------------------------- | ----------------------------------- |
| 1.   | MTV Stoccarda  | 56                                  | 20                                  | 19                                  | 1                                   | 57                                  | 12                                  | 4,750                               | 1 705                               | 1 372                               | 1,243                               |
| 2.   | Schweriner     | 50                                  | 20                                  | 17                                  | 3                                   | 54                                  | 16                                  | 3,375                               | 1 647                               | 1 350                               | 1,220                               |
| 3.   | Potsdam        | 47                                  | 20                                  | 16                                  | 4                                   | 50                                  | 19                                  | 2,632                               | 1 651                               | 1 464                               | 1,128                               |
| 4.   | Wiesbaden      | 30                                  | 20                                  | 9                                   | 11                                  | 40                                  | 37                                  | 1,081                               | 1 702                               | 1 669                               | 1,020                               |
| 5.   | Dresdner       | 29                                  | 20                                  | 10                                  | 10                                  | 37                                  | 38                                  | 0,974                               | 1 654                               | 1 628                               | 1,016                               |
| 6.   | Suhl           | 26                                  | 20                                  | 9                                   | 11                                  | 34                                  | 40                                  | 0,850                               | 1 633                               | 1 666                               | 0,980                               |
| 7.   | Münster        | 26                                  | 20                                  | 9                                   | 11                                  | 35                                  | 43                                  | 0,814                               | 1 666                               | 1 730                               | 0,963                               |
| 8.   | Vilsbiburg     | 25                                  | 20                                  | 9                                   | 11                                  | 32                                  | 41                                  | 0,780                               | 1 560                               | 1 636                               | 0,954                               |
| 9.   | PTSV Aachen    | 23                                  | 20                                  | 8                                   | 12                                  | 29                                  | 40                                  | 0,725                               | 1 450                               | 1 534                               | 0,945                               |
| 10.  | Erfurt         | 15                                  | 20                                  | 3                                   | 17                                  | 24                                  | 54                                  | 0,444                               | 1 561                               | 1 724                               | 0,905                               |
| 11.  | Neuwied        | 3                                   | 20                                  | 1                                   | 19                                  | 6                                   | 58                                  | 0,103                               | 1 124                               | 1 580                               | 0,711                               |
|      | FTSV Straubing | Esclusa dalla classifica per ritiro | Esclusa dalla classifica per ritiro | Esclusa dalla classifica per ritiro | Esclusa dalla classifica per ritiro | Esclusa dalla classifica per ritiro | Esclusa dalla classifica per ritiro | Esclusa dalla classifica per ritiro | Esclusa dalla classifica per ritiro | Esclusa dalla classifica per ritiro | Esclusa dalla classifica per ritiro |

      Qualificata ai play-off scudetto.

### Play-off scudetto

#### Tabellone
|  | Quarti di finale | Quarti di finale | Quarti di finale | Quarti di finale | Quarti di finale |   |               | Semifinali    | Semifinali | Semifinali | Semifinali | Semifinali |  |  | Finale | Finale | Finale | Finale | Finale | Finale | Finale |  |
|  |                  |                  |                  |                  |                  |   |               |               |            |            |            |            |  |  |        |        |        |        |        |        |        |  |
|  | 1                | MTV Stoccarda    | 3                | 3                |                  |   |               |               |            |            |            |            |  |  |        |        |        |        |        |        |        |  |
|  | 1                | MTV Stoccarda    | 3                | 3                |                  |   |               |               |            |            |            |            |  |  |        |        |        |        |        |        |        |  |
|  | 8                | Vilsbiburg       | 0                | 0                |                  |   |               |               |            |            |            |            |  |  |        |        |        |        |        |        |        |  |
|  | 8                | Vilsbiburg       | 0                | 0                |                  | 1 | MTV Stoccarda | 3             | 3          |            |            |            |  |  |        |        |        |        |        |        |        |  |
|  |                  |                  |                  |                  |                  | 1 | MTV Stoccarda | 3             | 3          |            |            |            |  |  |        |        |        |        |        |        |        |  |
|  |                  |                  | 5                | Dresdner         | 0                | 1 |               |               |            |            |            |            |  |  |        |        |        |        |        |        |        |  |
|  | 4                | Wiesbaden        | 5                | Dresdner         | 0                | 1 | 0             | 3             | 1          |            |            |            |  |  |        |        |        |        |        |        |        |  |
|  | 4                | Wiesbaden        |                  |                  |                  |   |               |               |            |            |            |            |  |  |        |        |        |        |        |        |        |  |
|  | 5                | Dresdner         | 3                | 0                | 3                |   |               |               |            |            |            |            |  |  |        |        |        |        |        |        |        |  |
|  | 5                | Dresdner         | 3                | 0                | 3                |   | 1             | MTV Stoccarda | 3          | 1          | 3          | 3          |  |  |        |        |        |        |        |        |        |  |
|  |                  |                  |                  |                  |                  |   |               |               |            |            |            |            |  |  |        |        |        |        |        |        |        |  |
|  |                  |                  | 3                | Potsdam          | 1                | 3 | 0             | 1             |            |            |            |            |  |  |        |        |        |        |        |        |        |  |
|  | 2                | Schweriner       | 3                | Potsdam          | 1                | 3 | 0             | 1             | 3          | 3          |            |            |  |  |        |        |        |        |        |        |        |  |
|  | 2                | Schweriner       |                  |                  |                  |   |               |               |            |            |            |            |  |  |        |        |        |        |        |        |        |  |
|  | 7                | Münster          | 0                | 1                |                  |   |               |               |            |            |            |            |  |  |        |        |        |        |        |        |        |  |
|  | 7                | Münster          | 0                | 1                |                  | 2 | Schweriner    | 2             | 0          |            |            |            |  |  |        |        |        |        |        |        |        |  |
|  |                  |                  |                  |                  |                  | 2 | Schweriner    | 2             | 0          |            |            |            |  |  |        |        |        |        |        |        |        |  |
|  |                  |                  | 3                | Potsdam          | 3                | 3 |               |               |            |            |            |            |  |  |        |        |        |        |        |        |        |  |
|  | 3                | Potsdam          | 3                | Potsdam          | 3                | 3 | 0             | 3             | 3          |            |            |            |  |  |        |        |        |        |        |        |        |  |
|  | 3                | Potsdam          |                  |                  |                  |   |               |               |            |            |            |            |  |  |        |        |        |        |        |        |        |  |
|  | 6                | Suhl             | 3                | 1                | 2                |   |               |               |            |            |            |            |  |  |        |        |        |        |        |        |        |  |

#### Risultati

##### Quarti di finale
| Gara 1 |                            |     |                     |
|        |                            |     |                     |
| 08-04  | MTV Stoccarda - Vilsbiburg | 3-0 | 25-17, 25-15, 25-21 |
| 08-04  | Schweriner - Münster       | 3-0 | 25-12, 25-18, 25-18 |
| 08-04  | Potsdam - Suhl             | 0-3 | 21-25, 17-25, 19-25 |
| 08-04  | Wiesbaden - Dresdner       | 0-3 | 23-25, 21-25, 22-25 |

| Gara 2 |                            |     |                            |
|        |                            |     |                            |
| 14-04  | Vilsbiburg - MTV Stoccarda | 0-3 | 23-25, 13-25, 26-28        |
| 15-04  | Münster - Schweriner       | 1-3 | 18-25, 14-25, 25-21, 26-28 |
| 15-04  | Suhl - Potsdam             | 1-3 | 9-25, 26-24, 22-25, 20-25  |
| 15-04  | Dresdner - Wiesbaden       | 0-3 | 22-25, 20-25, 20-25        |

| Gara 3 |                      |     |                                   |
|        |                      |     |                                   |
| 19-04  | Potsdam - Suhl       | 3-2 | 17-25, 25-11, 23-25, 25-14, 15-12 |
| 19-04  | Wiesbaden - Dresdner | 1-3 | 21-25, 17-25, 25-23, 22-25        |

##### Semifinali
| Gara 1 |                          |     |                                   |
|        |                          |     |                                   |
| 22-04  | MTV Stoccarda - Dresdner | 3-0 | 25-23, 26-24, 25-21               |
| 22-04  | Schweriner - Potsdam     | 2-3 | 19-25, 25-23, 25-21, 33-35, 11-15 |

| Gara 2 |                          |     |                            |
|        |                          |     |                            |
| 26-04  | Dresdner - MTV Stoccarda | 1-3 | 20-25, 25-17, 18-25, 20-25 |
| 26-04  | Potsdam - Schweriner     | 3-0 | 30-28, 25-21, 25-22        |

##### Finale
| Gara 1 |                         |     |                            |
|        |                         |     |                            |
| 02-05  | MTV Stoccarda - Potsdam | 3-1 | 25-21, 25-22, 17-25, 25-19 |

| Gara 2 |                         |     |                            |
|        |                         |     |                            |
| 06-05  | Potsdam - MTV Stoccarda | 3-1 | 25-23, 25-22, 21-25, 27-25 |

| Gara 3 |                         |     |                     |
|        |                         |     |                     |
| 10-05  | MTV Stoccarda - Potsdam | 3-0 | 25-18, 25-16, 25-14 |

| Gara 4 |                         |     |                            |
|        |                         |     |                            |
| 13-05  | Potsdam - MTV Stoccarda | 1-3 | 25-20, 12-25, 19-25, 25-27 |

## Verdetti
| Squadra       | Qualificazione           |
| ------------- | ------------------------ |
| MTV Stoccarda | Champions League 2023-24 |
| Potsdam       | Champions League 2023-24 |
| Dresdner      | Coppa CEV 2023-24        |
| Schweriner    | Coppa CEV 2023-24        |
| Wiesbaden     | Challenge Cup 2023-24    |

## Statistiche
| Rendimento individuale | Rendimento individuale | Rendimento individuale | Rendimento individuale |
| Pos.                   | Nome                   | Punti                  | Squadra                |
| ---------------------- | ---------------------- | ---------------------- | ---------------------- |
| 1                      | Anett Németh           | 510                    | Potsdam                |
| 2                      | Iris Scholten          | 433                    | Münster                |
| 3                      | Danielle Harbin        | 408                    | Suhl                   |
| 4                      | Krystal Rivers         | 404                    | MTV Stoccarda          |
| 5                      | Simone Lee             | 359                    | MTV Stoccarda          |
| 6                      | Suvi Kokkonen          | 349                    | Vilsbiburg             |
| 7                      | Lindsey Ruddins        | 338                    | Schweriner             |
| 8                      | Lena Große Scharmann   | 322                    | Wiesbaden              |
| 9                      | Jennifer Geerties      | 317                    | Dresdner               |
| 10                     | Tanja Großer           | 305                    | Wiesbaden              |

| Attacchi vincenti | Attacchi vincenti    | Attacchi vincenti | Attacchi vincenti |
| Pos.              | Nome                 | Punti             | Squadra           |
| ----------------- | -------------------- | ----------------- | ----------------- |
| 1                 | Anett Németh         | 431               | Potsdam           |
| 2                 | Iris Scholten        | 383               | Münster           |
| 3                 | Danielle Harbin      | 367               | Suhl              |
| 3                 | Krystal Rivers       | 367               | MTV Stoccarda     |
| 5                 | Suvi Kokkonen        | 308               | Vilsbiburg        |
| 6                 | Simone Lee           | 303               | MTV Stoccarda     |
| 7                 | Lindsey Ruddins      | 295               | Schweriner        |
| 8                 | Tanja Großer         | 277               | Wiesbaden         |
| 9                 | Lena Große Scharmann | 273               | Wiesbaden         |
| 10                | Jennifer Geerties    | 256               | Dresdner          |

| Muri vincenti | Muri vincenti      | Muri vincenti | Muri vincenti |
| Pos.          | Nome               | Punti         | Squadra       |
| ------------- | ------------------ | ------------- | ------------- |
| 1             | Monique Strubbe    | 70            | Dresdner      |
| 2             | Maja Savić         | 64            | Potsdam       |
| 2             | Eline Timmerman    | 64            | MTV Stoccarda |
| 4             | Anastasia Cekulaev | 59            | Potsdam       |
| 5             | Roosa Laakkonen    | 54            | Suhl          |
| 6             | Kayla Haneline     | 52            | Dresdner      |
| 7             | Anett Németh       | 50            | Potsdam       |
| 7             | Marie Schölzel     | 50            | MTV Stoccarda |
| 9             | Layne Van Buskirk  | 49            | PTSV Aachen   |
| 10            | Rachel Anderson    | 48            | Wiesbaden     |
| 10            | Indy Baijens       | 48            | Schweriner    |

| Battute vincenti | Battute vincenti  | Battute vincenti | Battute vincenti |
| Pos.             | Nome              | Punti            | Squadra          |
| ---------------- | ----------------- | ---------------- | ---------------- |
| 1                | Kayla Haneline    | 34               | Dresdner         |
| 2                | María Segura      | 33               | MTV Stoccarda    |
| 3                | Lina Alsmeier     | 30               | Schweriner       |
| 3                | Monique Strubbe   | 30               | Dresdner         |
| 5                | Anett Németh      | 29               | Potsdam          |
| 5                | Maja Savić        | 29               | Potsdam          |
| 5                | Eline Timmerman   | 29               | MTV Stoccarda    |
| 8                | Lindsey Ruddins   | 23               | Schweriner       |
| 9                | Wilmarie Rivera   | 22               | Vilsbiburg       |
| 10               | Ashley Evans      | 21               | PTSV Aachen      |
| 10               | Jennifer Geerties | 21               | Dresdner         |
| 10               | Demi Korevaar     | 21               | Erfurt           |